# Степан (бан)
Степан (босн. Stjepan) — бан средневековой Боснии с 1204 по 1221 год.
Сын бана Кулина, которому наследовал власть. Вместе с боснийским духовенством проживал при дворе венгерского короля Имре, был его вассалом. Исповедовал католицизм.

## Биография
В молодости содержался в качестве заложника при венгерском дворе, где был воспитан правоверным католиком. После смерти отца стал в 1204 году баном Боснии. Во время правления Стефана по южной Европе (в том числе по Боснии) широко распространилось учение богомилов. В 1221 году папа Гонорий III отправил в Боснию своего легата Анкониуса, и после того, как тот доложил о том, что в Боснии эта ересь имеется повсюду, папа призвал венгерского короля Андраша II к крестовому походу против Боснии, однако тот не смог откликнуться на папский призыв, будучи занят внутренними конфликтами. Возглавить поход согласился архиепископ Калочский при условии, что папа передаст ему духовную власть над Боснией. Папа согласился, и в 1225 году Босния, Соли и Усора были переведены из Далматинского диоцеза под юрисдикцию Угрина Калочского. Архиепископ калочский договорился с правителем Срема об организации совместного похода против Боснии. Все эти события привели к тому, что в 1232 году богомилы свергли Стефана и усадили на трон Боснии своего ставленника. Стефан бежал ко двору своего сына Себислава, который княжил в Усоре, где и умер в 1236 году.